# 胡姬 (齐国)
胡姬（？—前487年），齐景公的妾夫人。
鲁哀公六年（前489年），齐悼公废黜安孺子，让胡姬带着安孺子到赖地去，把鬻姒送到别处，杀了王申，拘拿江说，在句窦之丘囚禁王豹。鲁哀公八年（前487年），有人向齐悼公诬陷胡姬：“她是安孺子的同党。”六月，齐悼公杀了胡姬。